# Marcusenius intermedius
Marcusenius intermedius är en fiskart som beskrevs av Pellegrin 1924. Marcusenius intermedius ingår i släktet Marcusenius och familjen Mormyridae. IUCN kategoriserar arten globalt som otillräckligt studerad. Inga underarter finns listade i Catalogue of Life.